# Дочірнє підприємство
Дочірнє підприємство (англ. subsidiary firm) — в широкому значенні — суб'єкт господарювання, який контролюється іншим суб'єктом господарювання. В такому значенні вживається, зокрема, в Міжнародних стандартах фінансової звітності. Підприємство, яке здійснює контроль, називають материнським підприємством.

## Дочірнє підприємство як організаційно-правова форма
У значенні організаційно-правової форми юридичної особи в Україні «дочірнє підприємство» має вужче значення та означає підприємство, єдиним засновником якого є інше підприємство (підприємство, залежне від іншого), як визначено КОПФГ.
Відповідно до Господарського кодексу України, дочірнім є залежне підприємство, тобто таке, щодо якого існує вирішальна залежність від іншого асоційованого підприємства. При вирішальній залежності встановлюються відносини контролю-підпорядкування за рахунок переважної участі контролюючого підприємства в статутному капіталі або загальних зборах чи інших органах управління дочірнього підприємства, зокрема внаслідок володіння контрольним пакетом акцій. Відносини вирішальної залежності можуть встановлюватися за умови отримання згоди відповідних органів Антимонопольного комітету України. Про наявність вирішальної залежності має бути зазначено у відомостях державної реєстрації дочірнього підприємства та опубліковано відповідно до закону.
У контексті законодавства про холдингові компанії, які утворювалися в процесі корпоратизації та приватизації, дочірнім підприємством називали суб'єкт господарювання, контрольним пакетом акцій якого володіє материнська компанія.

### Найменування дочірніх підприємств
Якщо материнське підприємство є єдиним засновником, то в найменуванні дочірнього підприємства містяться слова «дочірнє підприємство». Найменування дочірніх підприємств можуть містити інформацію,  яка вказує  на  залежність цих  підприємств  від  таких  юридичних осіб — засновників.  Назва юридичної особи береться у  лапки  та  зазначається  безпосередньо після організаційно-правової форми суб'єкта господарювання. Проте обов'язку зазначати в найменуванні дочірнього підприємства належність до юридичної особи, яка його створила, немає.

## Інші значення
Термін «дочірнє підприємство» може мати інше значення, яке йому може бути надане в конкретному договорі.